# 브루클린 워즈 원더스
브루클린 워즈 원더스(Brooklyn Ward's Wonders)는 1890년 플레이어스 리그에 존재했던 팀으로, 팀명은 슈퍼스타 유격수이자, 후일 미국 야구 명예의 전당 입성자인 존 몽고메리 워드에서 땄다. 1890년 시즌 76승 56패를 기록하며 2위를 기록하며 선전했다.